# ANICOM TV
ANICOM TV（アニコム ティーヴィー）は、テレビ東京系で2000年4月から12月にかけて毎週金曜日深夜26:30から27:00に放映されたアニメ・声優・ホビー関連の情報番組。

## 出演者
- 榎本温子
- 高橋美佳子
- 木村郁絵（10月以降はレポーターに）
- 田中理恵（番組開始当初から不定期的に出演、10月からはレギュラーに）
- 長嶝高士（ナレーション。最終回スペシャルのみ顔出しで出演）

## 放送局
- テレビ東京

### 9月までのネット局
- テレビ大阪
- テレビ愛知

## 提供
- バップ
- ビクターエンタテインメント

ほか